# Ignacio Abraham
Pour les articles homonymes, voir Abraham (homonymie).
Ignacio Andrés Abraham Schüssler, né le 7 juillet 1997 à San Pedro de la Paz, est un rameur d'aviron chilien.

## Biographie
Ignacio Abraham est le fils d'Omar Abraham et Melita Schüssler, une ancienne athlète ; il naît le 7 juillet 1997  à San Pedro de la Paz, avec ses autres quadruplés Antonia Abraham, Melita Abraham et Alfredo Abraham, qui pratiquent aussi l'aviron,.
Aux Jeux panaméricains de 2019 à Lima, il est médaillé d'or en deux sans barreur et médaillé d'argent en huit. 
Aux Jeux panaméricains de 2023 à Santiago, il est médaillé d'or en quatre sans barreur.